# Bactrocera neotigrina
Bactrocera neotigrina är en tvåvingeart som beskrevs av Drew, Hancock och Romig 1999. Bactrocera neotigrina ingår i släktet Bactrocera och familjen borrflugor. Inga underarter finns listade.